# Apetorp
Apetorp är en by i Töreboda kommun med ett tiotal hushåll. Ortsnamnet tros ursprungligen komma från Apeltorp, vilket under åren förenklats till Apetorp.